# Grandes Pentes
Les Grandes Pentes sont un rempart montagneux de l'île de La Réunion, un département d'outre-mer français dans l'océan Indien. Situées dans la partie orientale du massif du Piton de la Fournaise, elles se caractérisent, comme leur nom l'indique, par de fortes pentes s'inclinant vers l'est à environ 1 000 mètres d'altitude entre le rempart de Bois Blanc au nord et celui du Tremblet au sud. Ce faisant, elles placent le pied du cône principal du volcan actif appelé Piton de la Fournaise en surplomb d'une région côtière couverte par la forêt et nommée Grand Brûlé. Elles constituent donc en un sens un étage intermédiaire pour la végétation au sein de la caldeira formée par ce volcan rouge, l'Enclos Fouqué.
Administrativement, les Grandes Pentes occupent le sud de la commune de Sainte-Rose ainsi que le nord de Saint-Philippe. Elles relèvent par ailleurs du parc national de La Réunion. Elles demeurent difficiles à franchir par l'homme.

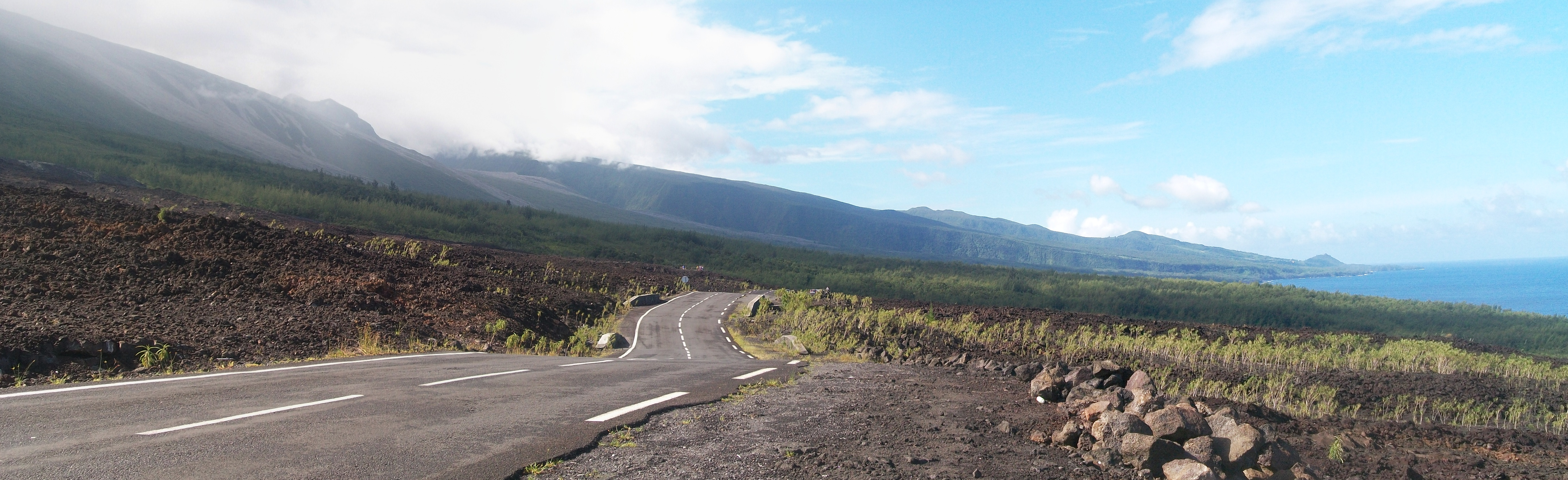
Vue panoramique du Grand Brûlé en décembre 2012 depuis le sud avec la coulée d'avril 2007 et le nouveau tracé de la route des Laves au premier plan : les Grandes Pentes sont à gauche sous les nuages, le rempart de Bois Blanc est en arrière-plan sous la ligne d'horizon, l'océan Indien à droite et le rempart du Tremblet juste derrière le photographe.